# Urophora egestata
Urophora egestata
 es una especie de insecto díptero. Erich Martin Hering lo describió científicamente por primera vez en el año 1953.
Esta especie pertenece al género Urophora de la familia Tephritidae.